# Gioia del Colle
Gioia del Colle ist eine italienische Gemeinde mit 26.502 Einwohnern (Stand 31. Dezember 2023) in der Metropolitanstadt Bari in Apulien.

## Geografie
Die Stadt liegt auf einer Anhöhe (365 m), die die Murge des Nordwestens von denen des Südostens trennt. Das Plateau liegt auf halber Strecke zwischen dem Ionischen und dem Adriatischen Meer mit fast gleichem Abstand zwischen dem Lucanischen Zentrum von Matera und den apulischen Städten Bari und Taranto.

## Geschichte

### Vorzeit
Die Geschichte von Gioia del Colle reicht in das 9. Jahrhundert v. Chr. zurück, als die ersten Siedlungen in der nahe gelegenen Stadt Monte Sannace, dem wichtigsten Zentrum der Peuketier, errichtet wurden.

### Römerzeit
In der Römerzeit wurde die Stadt zerstört, der Ort war mehrere Jahrhunderte lang verlassen, bis er um eine Festung byzantinischen Ursprungs erweitert und dann in normannischer Zeit in eine Burg verwandelt wurde, die den ersten Kern der heutigen Stadt Gioia del Colle bildet. Der heutige archäologische Park beinhaltet einige Abschnitte des Verteidigungsrings und das Nordtor.
Während des Byzantinischen Reiches entstand die erste städtische Siedlung an der heutigen Stelle der Stadt (Borgo S. Nicola), wo man einige der eindrucksvollsten architektonischen Strukturen der damaligen Zeit sehen kann: die Bögen von Constantinopoli, Nardulli, Mastrocinto, S. Nicola, Cimone; das Turmhaus; die Kirche von S. Andrea; die Mutterkirche und auch kleinere architektonische und skulpturale Formen wie die Grundpfeiler, das verzierte Oculus (=Auge) und die dekorativen Türklopfer.

### Mittelalter und Neuzeit
Das archäologische Gebiet des Monte Sannace, eines der wichtigsten Zentren von Peuketien, und die normannisch-staufische Burg, die mit den Personen Friedrichs II. aus dem Adelsgeschlecht der Staufer und Bianca Lancia, die Manfred von Sizilien zur Welt brachte, verbunden ist, zeugen von der archäologischen und historisch-architektonischen Bedeutung der Stadt.
Gioia kam dann unter zahlreiche Herrschaften wie z. B. die Staufer, Angevinen und Aragonesen und ging dann im Königreichs Neapel bis 1860 auf. Danach wurde es eine Stadt des Königreichs Italien.

### Zweiter Weltkrieg
Nach dem Kriegseintritt Italiens im Juni 1940 errichtete das faschistische Regime in Gioia del Colle ein Internierungslager (campo di concentramento). Es befand sich in einer stillgelegten Teigproduktionsfabrik entlang einer fern vom Dorfzentrum gelegenen Ausfallstraße. Das Lager beherbergte insgesamt 59 Internierte, bis auf zwei Ausländer allesamt italienische Juden. Hohe Mauern umgaben das Gelände und gaben dem Gebäude das Erscheinungsbild einer Kaserne. Es gab zwei Schlafsäle zu je 50 Betten, ein Krankenzimmer und fließendes Wasser; die sanitären Anlagen waren jedoch primitiv, die Räume konnten nicht beheizt werden und es gab keine Anbindung ans Stromnetz. Schon bald verfügte das Innenministerium die Schließung des Lagers. Die letzten Internierten wurden im Juni 1941 in andere Lager deportiert.

## Wirtschaft
Wirtschaftlich gesehen ist Gioia del Colle eine der produktivsten ländlichen Regionen der Provinz und verfügt über eine besonders bedeutende Produktion in den Bereichen Landwirtschaft und Weinherstellung, wobei der Primitivo-Wein im Vordergrund steht (siehe den Wein Gioia del Colle). 
Die Milchproduktion ist besonders entwickelt: Die Mozzarellas und Milchprodukte von Gioia del Colle haben sich aufgrund ihrer hohen Qualität auf Märkten in ganz Italien und darüber hinaus etabliert. Nicht minder wichtig ist die Herstellung von nativem Olivenöl extra.

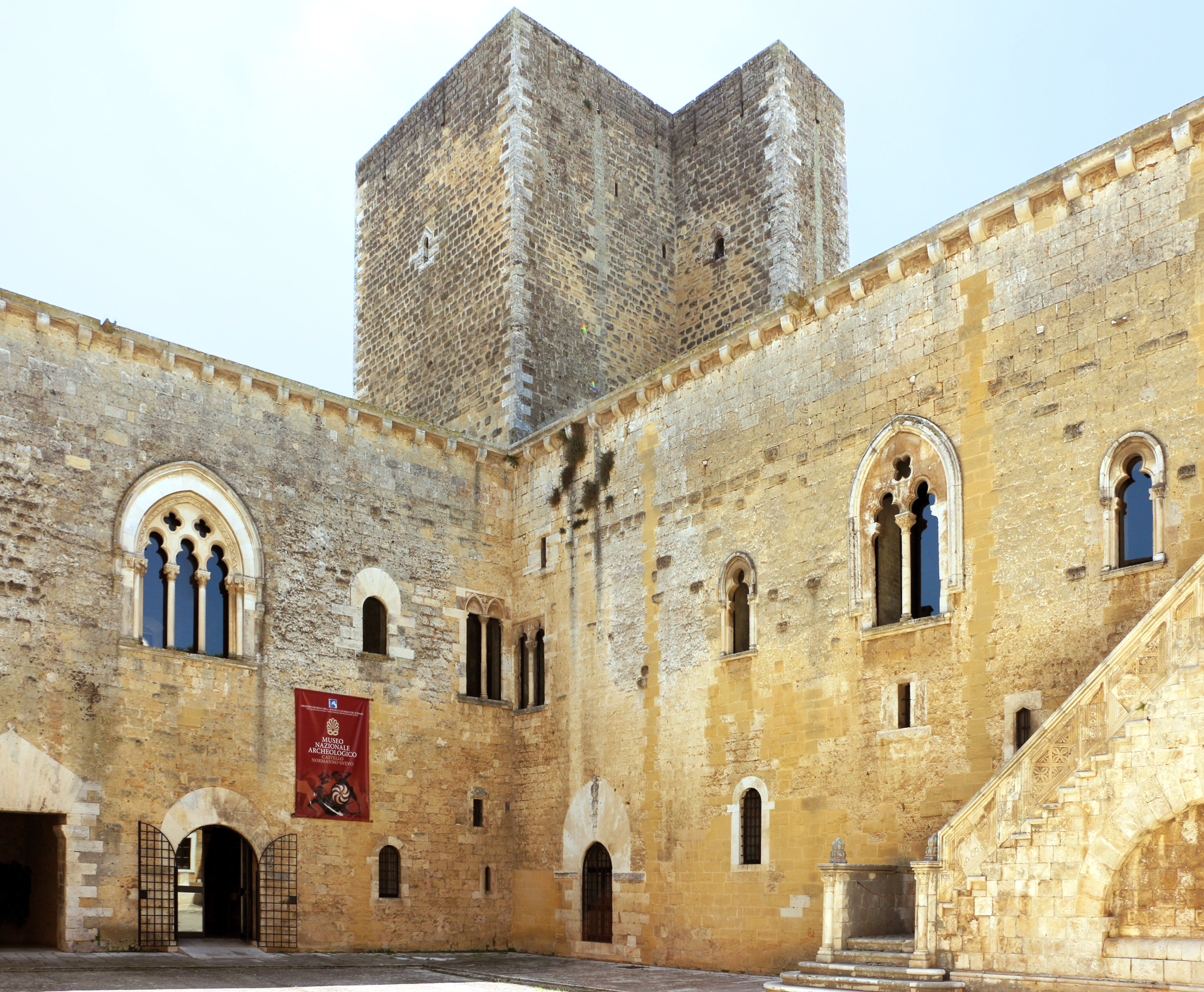
Burg von Gioia del Colle

## Sehenswürdigkeiten

### Normannisch-staufische Burg
Die Burg von Gioia del Colle ist das bemerkenswerteste Denkmal der Stadt und eine der schönsten Burgen der Region Apulien. Es wurde in byzantinischer Zeit, zur Zeit des Normannengrafen Riccardo Siniscalco d’Altavilla aus dem Adelsgeschlecht von Hauteville (12. Jahrhundert), erbaut. Von Wilhelm von Sizilien zerstört, wurde es 1230 von Kaiser Friedrich II. (dem Staufer) nach seiner Rückkehr von den Kreuzzügen wieder aufgebaut. Das Gebäude erhielt seine heutige Form nach den Restaurierungen von Pantaleo (1907–1909) und De Vita (1969–1974). 
Von außen fallen dem Besucher die imposanten Mauern aus Quadersteinen auf sowie die beiden Türme, die von ursprünglich vieren noch stehen (der normannische Donjon „De Rossi“ mit 28,40 Metern Höhe und der „Turm der Kaiserin“ (24,10 m) mit seinem wunderbaren Oculus und Lanzettfenstern), des Weiteren die Eingänge von Süden und Westen, die durch radiale Quaderbögen und durch die Schießscharten gekennzeichnet sind, die Abtrennungen, die von einer außergewöhnlichen Vielfalt raffinierter Öffnungen durchzogen sind.

### Chiesa Madre – Santa Maria Maggiore

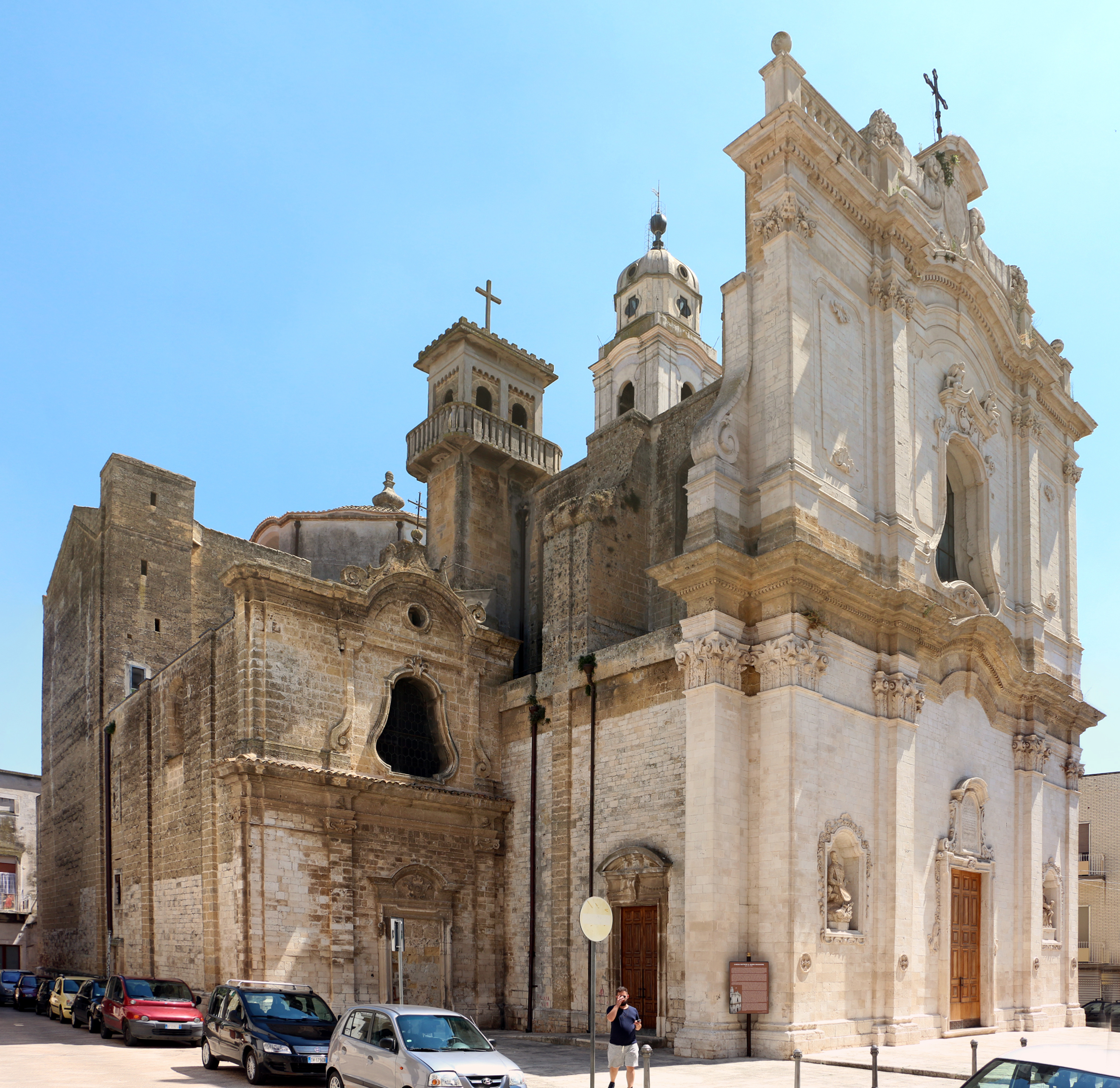
Santa Maria Maggiore

Die Mutterkirche wurde Ende des 11. Jahrhunderts von Riccardo Siniscalco außerhalb der Stadtmauern erbaut und dem Heiligen Petrus geweiht. Die Gottesdienste fanden auf Latein statt, im Gegensatz zur griechischen Liturgie der Kirche St. Sophia (heute St. Andreas).
1857 wurde das Gebäude durch ein heftiges Erdbeben schwer beschädigt. Der Wiederaufbau wurde 1893 auf Kosten des Mitbürgers Pasquale Monatanaro abgeschlossen. Aber 1942 brach auch der Glockenturm aus dem 18. Jahrhundert zusammen; später in Stahlbeton umgebaut, wurde er mit elektrisch betriebenen Glocken ausgestattet. Bei diesen letzten Arbeiten zur Stabilisierung der Fundamente wurde festgestellt, dass fast der gesamte Untergrund früher als Grabstätte genutzt wurde. Die Krypta stammt wahrscheinlich aus der Zeit, als die normannische Kathedrale erbaut wurde. Aus Angst, dass die Umfassungsmauern der Fundamente zerbrechen und die Stabilität der gesamten Kirche beeinträchtigen könnten, wurde die Krypta geschlossen, nachdem die dort begrabenen Überreste in das Beinhaus (Ossario) des Friedhofs gebracht worden waren.
In der Chiesa Madre kann man die „Madonna mit dem Kind“ von Stefano da Putignano sehen, die sich in der Ädikula rechts neben dem Eingang befindet (eine weitere Jungfrau mit dem Kind desselben Bildhauers befindet sich in der Via Catapano 15).

### Parco Archeologico di Monte Sannace

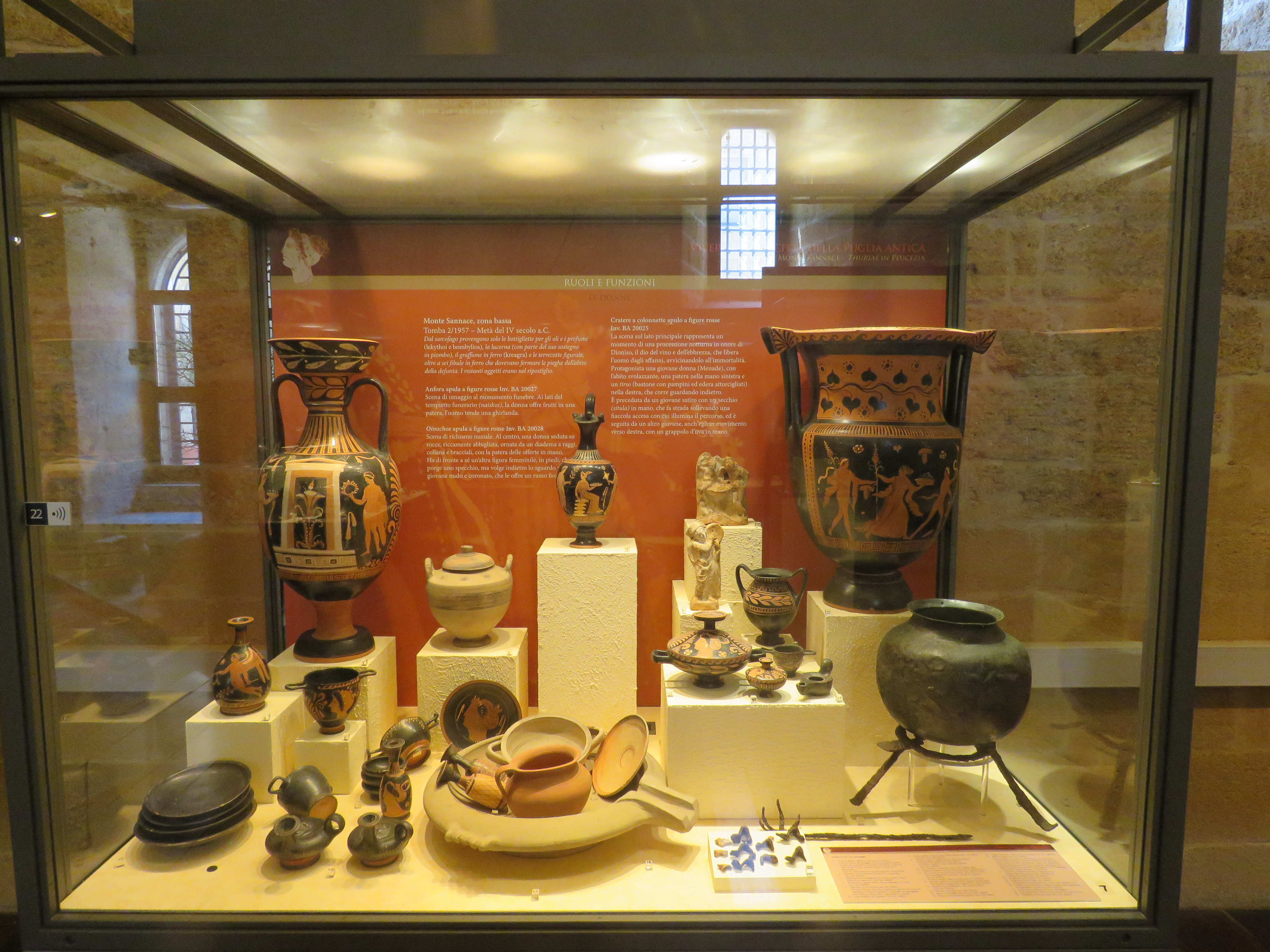
Vitrine mit Ausgrabungsstücken aus dem Grab 2 der unteren Zone des Monte Sannace

Die Anlage befindet sich weithin sichtbar auf offenem Gelände, 5 km von Gioia del Colle entfernt, in Richtung Putignano-Egnatia, entlang des als „Cavallerizza“ bekannten Weges, der das ganze archäologische Gebiet durchquert. Das Wohngebiet ist nicht identifiziert, wahrscheinlich kann es als die Stadt „Thuriae“ angesehen werden, in den Quellen „Messapia“ genannt. Die gesamte Wohngegend ist von konzentrischen Mauern umgeben, die fast noch sichtbar sind. Die erste umgibt die Akropolis und geht auf die zweite Hälfte des 4. Jahrhunderts v. Chr. zurück. Die zweite, gleich alte, ist mit einem Tor versehen und enthält Viertel entlang des Tales; sie offenbart darüber hinaus griechische Bautechniken. Die dritte und vierte Mauer gehen auf den Beginn des 3. Jahrhunderts v. Chr. zurück: Die dritte befestigt die Akropolis, die vierte umschließt das gesamte Wohngebiet und umgibt eine Fläche, die viel größer ist als die realen Dimensionen der damaligen Stadt: Innerhalb der Mauern wurden nichturbanisierte Gebiete im Kriegsfall und im Falle langer Belagerungen für die Aufnahme der Bevölkerung mit ihren Tieren aus der Umgebung überlassen.

## Verkehr

### Straßen
Die wichtigsten Straßen in der Nähe sind: 
- die Autobahn Autostrada A14 (Adria-Autobahn), die von Bologna bis nach Tarent führt
- die Staatsstraße SS100 – Strada statale 100 di Gioia del Colle.

### Eisenbahn

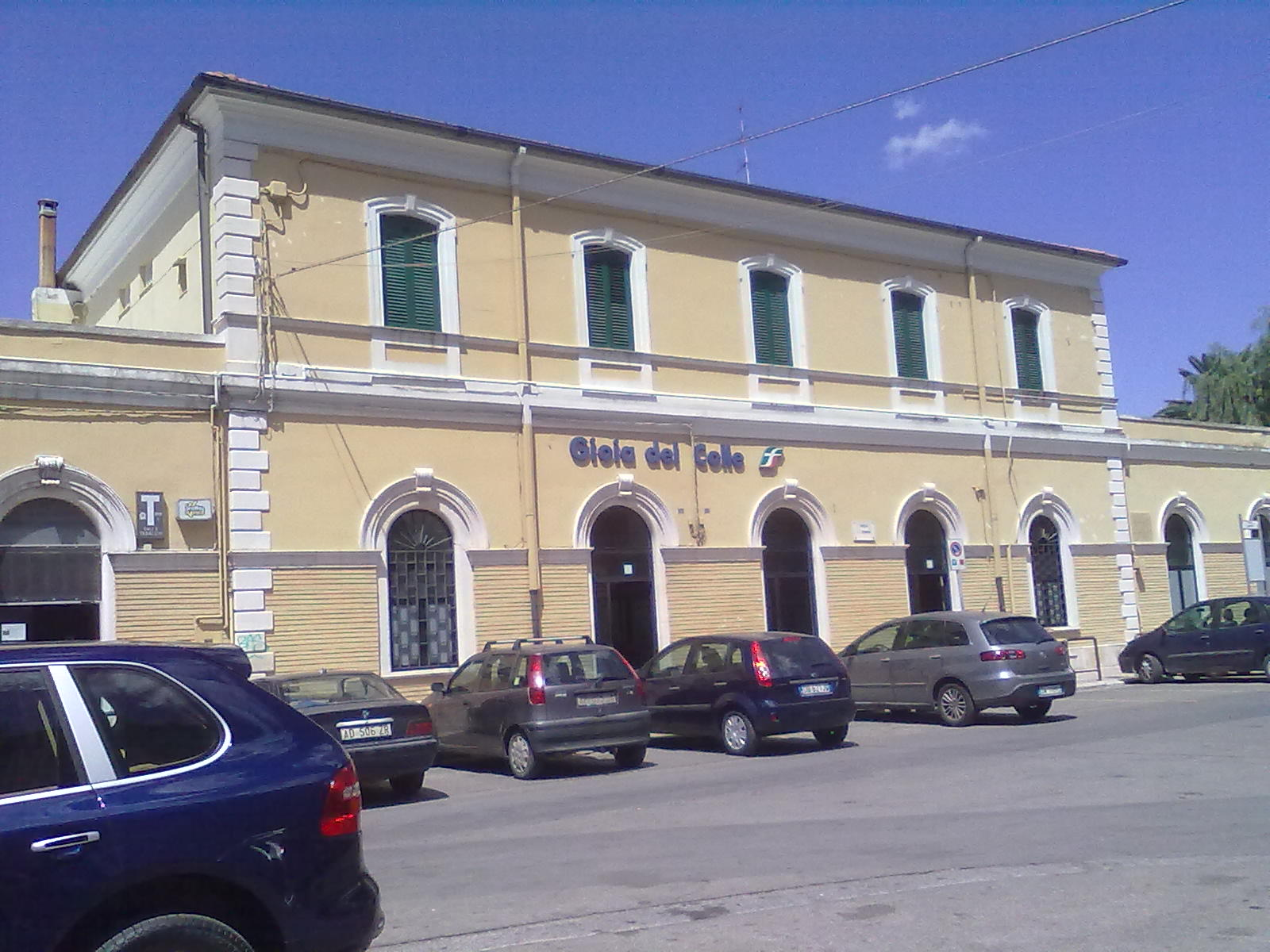
Bahnhof

Im Bahnhof trifft die Bahnstrecke Rocchetta Sant’Antonio–Gioia del Colle auf die Bahnstrecke Bari–Taranto.

### Militärflugplatz
Bei Gioia del Colle befindet sich seit 1915 ein Militärflugplatz der italienischen Luftwaffe, die dort ein Geschwader mit Kampfflugzeugen vom Typ Eurofighter Typhoon stationiert hat.

## Persönlichkeiten
- Bianca Lancia (um 1200/1210–etwa 1244/1246), langjährige Geliebte und letzte Ehefrau des Kaisers Friedrich II., starb möglicherweise in Gioia del Colle (um 1244–1246)
- Frank Stallone (Staglione) Senior (1919–11. Juli 2011), Vater von Sylvester Stallone
- Giovanni Intini (* 1965), römisch-katholischer Geistlicher, Erzbischof von Brindisi-Ostuni
- Nicola Legrottaglie (* 1976), Fußballspieler

## Städtepartnerschaften
- Târgoviște, Rumänien[6]